# Protestantyzm na Lubelszczyźnie

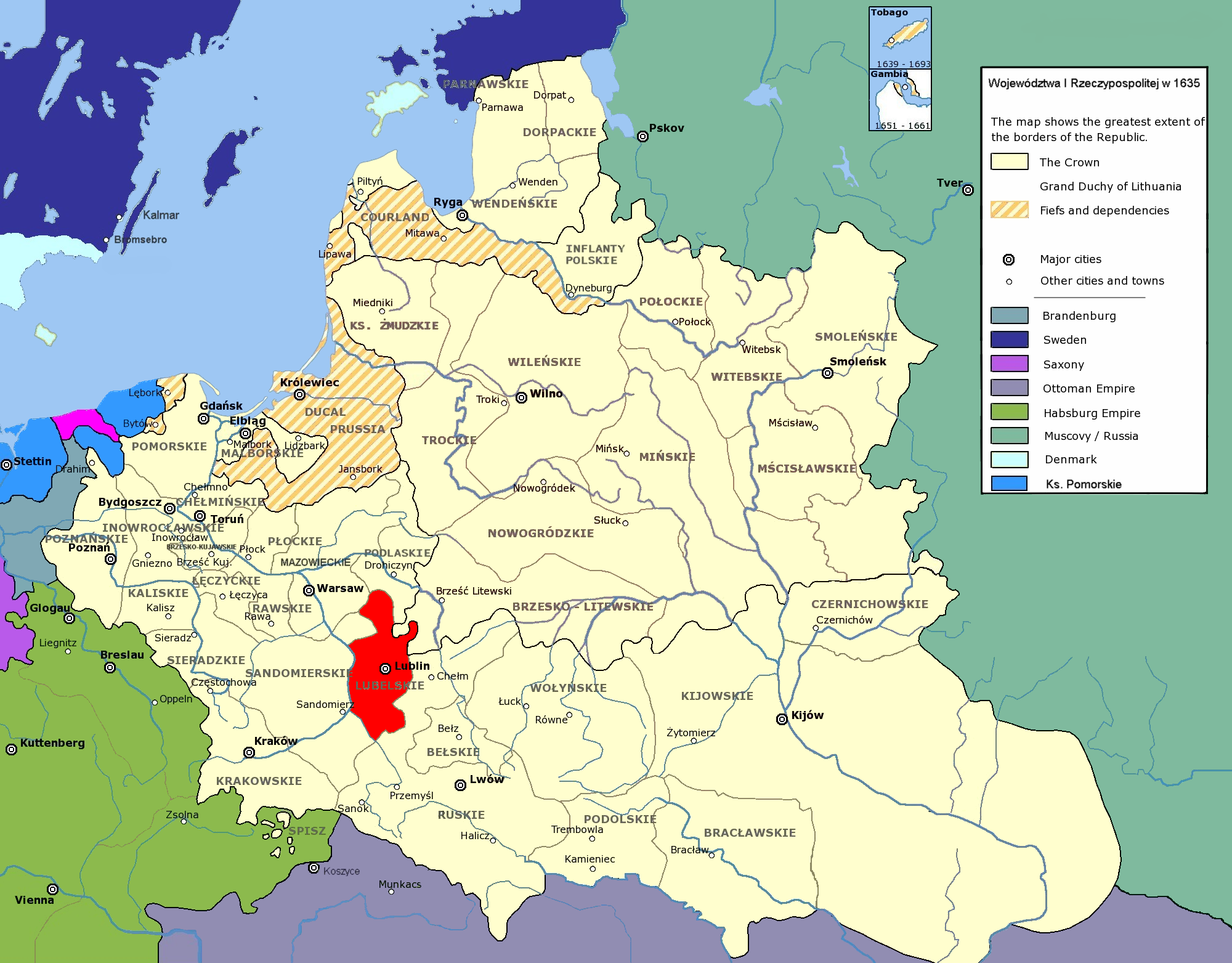
Województwo lubelskie w I Rzeczypospolitej

Religie w I Rzeczypospolitej w 1573 r. Kolorem fioletowym zaznaczono zasięg kalwinizmu na Kielecczyźnie, Lubelszczyźnie i na Litwie. Czerwone punkty to ośrodki braci polskich.

Protestantyzm na Lubelszczyźnie pojawił się dopiero w drugiej połowie XVI wieku, jednak ten region Polski szybko stał się jednym z najważniejszych ośrodków kalwinizmu i braci polskich aż do połowy XVII wieku, kiedy zwyciężyła kontrreformacja. Od XX wieku następuje odrodzenie protestantyzmu w regionie lubelskim. W XXI wieku działa na Lubelszczyźnie 47 zborów protestanckich różnych wyznań (m.in. luteranie, baptyści, adwentyści, zielonoświątkowcy).

## Historia

### Reformacja w XVI w.
W XVI wieku Lubelszczyzna (obejmująca ówczesne województwo lubelskie), wraz z głównym miastem Lublinem była jednym z najbardziej rozwiniętych gospodarczo regionów Polski. Rozkwitało rolnictwo oraz handel na skrzyżowaniu szlaków tranzytowych, co sprzyjało rozwojowi mieszczaństwa oraz bogaceniu się szlachty, które chętnie przyjmowały „nowinki religijne” z Zachodu. O roli Lublina świadczy ustanowienie tam siedziby Trybunału Koronnego w 1578.
Jeszcze przed wystąpieniem Marcina Lutra w Polsce działał Biernat z Lublina, którego poglądy były zbieżne z późniejszym luteranizmem: uznawał tylko autorytet Biblii, odrzucając znaczenie tradycji i decyzji papieży. 
Luteranizm został w połowie XVI w. przyjęty przez część mieszczan lubelskich, czemu sprzyjali starosta lubelski Stanisław Gabriel Tęczyński i jego syn Jan Chrzciciel. Szybko powstały w Lublinie zbory protestanckie, do których należała również znaczna część okolicznej szlachty. 

#### Kalwinizm
Luteranizm został szybko wyparty przez kalwinizm, którego radykalny charakter i niezależność bardziej odpowiadały interesom szlachty. Od 1557 mieszczanie lubelscy i okoliczna szlachta uczestniczyli w synodach kalwinistów małopolskich (synody w Pińczowie). W 1560 odbył się w Bychawie pierwszy na Lubelszczyźnie synod kalwiński i był to początek zorganizowanej wspólnoty kalwińskiej w regionie.
Pierwszymi znanymi pastorami kalwińskimi, pochodzącymi z Lublina byli: Marcin (od 1556 „minister zboru” we Włodzisławiu) oraz Jan Lublinus (pod koniec lat 1550. pastor w dobrach Mikołaja Reja). W 1561 Janusz z Lublina wystąpił do synodu w Pińczowie z prośbą o przysłanie pastora. W następnym roku przybył do Lublina Stanisław Paklepka (po studiach teologicznych w Bazylei i Zurychu). Rok 1562 to powstanie pierwszej parafii kalwińskiej w Lublinie. W XVI wieku istniało na Lubelszczyźnie 37 zborów kalwińskich (najważniejsze znajdowały się w Lublinie, Kocku, Bełżycach i Lubartowie) i był to, obok Kielecczyzny najsilniejszy ośrodek tego wyznania w I Rzeczypospolitej.
Do zboru lubelskiego należeli też cudzoziemcy, głównie Niemcy i Szkoci. Na nabożeństwa uczęszczała przyjezdna szlachta kalwińska, przybywająca do Trybunału Koronnego. W 1627 podczas tumultu katolicy zburzyli zbór lubelski i niemożliwa była jego odbudowa z powodu zakazania przez Sejm erygowania zborów w miastach królewskich. Zbór umieszczono w domu prywatnym, a od 1633 w obawie przed napaściami przeniesiono zbór do Bełżyc. Od 1654 zbór miał stałego duszpasterza, którym często zostawał senior dystynktu lubelsko-chełmsko-bełskiego. Pierwszym z ministrów został Krzysztof Kraiński, autor katechizmu, agendy zbornej i zbioru kazań (postylii). Następnymi byli: Adam Sandomierzanin, Tomasz Gorzkowski, Grzegorz Jankowski, Jan Grzybowski, Sebastian Crupscius, Marcin Niemierski, Wawrzyniec Dominik, Jan Węgierski i Daniel Zaborowski.
W Lewartowie (Lubartowie) działała kalwińska i ariańska szkoła, która do 1598 r. była własnością Wojciecha Kaliszczyka. Dzieci lubelskich kalwinistów uczęszczały do szkół przy zborach, a od 1618 do połowy XVII wieku do słynnej szkoły kalwińskiej prowincji małopolskiej w Bełżycach. Na skutek represji i nacisków kalwinizm skurczył się na Lubelszczyźnie do dwóch ośrodków: Piask Luterskich i Bełżyc.

#### Bracia polscy
Od 1564 wśród kalwinistów lubelskich szerzył się anabaptyzm. W latach 70. XVI wieku kalwinizm uległ dalszej radykalizacji i wyodrębniła się z niego znaczna grupa braci polskich zwolenników unitarianizmu, przezwanych „arianami”, których przywódcami byli Marcin Czechowic i Jan Niemojewski. Byli oni głównymi ideologami miejscowego protestantyzmu i uczestniczyli w latach 1557–1598 niemal we wszystkich synodach innowierczych oraz w około 16 dysputach z katolikami. 
Kościół rzymskokatolicki szybko zauważył niebezpieczeństwo ze strony aktywnego ośrodka lubelskiego i tu skoncentrował ataki na „herezje”, prowadzone głównie przez jezuitów. Z tego powodu właśnie na Lubelszczyźnie wydano w XVI wieku największą liczbę polemicznych pism religijnych.
Lubelski duchowny kalwiński Stanisław Paklepka skłaniał się ku unitarianizmowi i jego poglądy doprowadziły w 1565 do wyodrębnienia z kalwinizmu ruchu braci polskich i utworzenia w Lublinie aktywnego zboru, na którego czele stanął Paklepka. Zbór braci polskich wraz ze szkołą miał pierwszą siedzibę w kamienicy starosty Tęczyńskiego, obok lubelskiej katedry.
Bracia polscy czuli się początkowo tak pewnie, że nie wahali się przed publicznymi demonstracjami, np. poeta Erazm Otwinowski w 1564 wyrwał księdzu monstrancję, niesioną podczas procesji, rzucił na ziemię i podeptał jako protest przeciwko „ubliżaniu Bogu”.
Zbór prowadził z sukcesami działalność misyjną, przyjmując wiernych wszystkich stanów, głównie kupców, rzemieślników, medyków i aptekarzy, ale także plebs i pospólstwo, co odstręczało bogatszą szlachtę. Braćmi polskimi była głównie średnia szlachta m.in. Orzechowscy, Otwinowscy, Lubienieccy, Suchodolscy i Ostrowscy.
Ta polityka równości oraz utrata bogatych szlacheckich protektorów po śmierci Tęczyńskiego w 1563 spowodowała konieczność przeniesienia siedziby szkoły braci polskich do Bełżyc, zaś nabożeństwa odbywały się w domu Paklepki. Inną przyczyną utraty poparcia miejscowej szlachty były radykalne poglądy Marcina Czechowica: pacyfizm chrześcijański, zakaz zabijania (także zwierząt), zakaz sprawowania urzędów, wnoszenia spraw do sądu, a przede wszystkim zniesienie poddaństwa chłopów.
Po odsunięciu judaizantów, na czele braci polskich stanął Krzysztof Lubieniecki oraz Walenty Smalc, którzy odrzucili radykalne postulaty społeczne. Zbór przeniesiono do domu prywatnego w Lublinie, jednak został on zburzony podczas tumultu w 1627. Odbudowany w 1629, został zamknięty decyzją Trybunału Koronnego w 1635, co oznaczało kres aktywnej działalności braci polskich w Lublinie, chociaż przetrwali tu do wygnania w 1658.
W drugiej połowie XVI wieku powstały zbory braci polskich w Lewartowie (dziś Lubartów), wraz ze słynną szkołą, w Piaskach i Milanowie. Zniknęły one wraz z wygnaniem braci polskich z Rzeczypospolitej na mocy uchwały sejmowej w 1658. Przez jakiś czas potem mogły istnieć tajne ośrodki braci polskich.
Po śmierci Paklepki w 1567 ruch braci polskich uległ dalszej radykalizacji i wyodrębniła się w nim grupa tzw. utynitarian lub judaizantów. Ruch ten zapoczątkował wygnany z Moskwy pop Ezajasz oraz lubelski kupiec Walenty Krawiec. Głosili oni, że jest jeden Bóg – Jehowa – zaś Jezus był tylko doskonałym człowiekiem, a Synem Bożym nazwano go na skutek sfałszowania treści ewangelii. Współpracował z nimi Szymon Budny, który głosił szacunek dla judaizmu i w dziedzinie edukacji religijnej stawiał go za wzór dla chrześcijaństwa. Budny w 1572 przetłumaczył i wydał Biblię nieświeską wykorzystywaną głównie w środowisku braci polskich. Później do judaizantów dołączył Marcin Czechowic (w latach 1570–1598 minister zboru w Lublinie), który po śmierci Jana Niemojewskiego w 1598, zrzekł się funkcji duchownego. Od tego czasu w lubelskim zborze przeważali bracia polscy o umiarkowanych poglądach, odrzucający utynitaryzm.

### Działania kontrreformacji
Arianie: Marcin Czechowic i Jan Niemojewski byli głównymi ideologami protestantyzmu na Lubelszczyźnie i uczestniczyli w latach 1557–1598 niemal we wszystkich synodach innowierczych oraz w około 16 dysputach z katolikami.
Do Lublina przybyli wybitni teolodzy katoliccy: Hieronim Powodowski, Stanisław Warszewicki, Szymon Wysocki i Marcin Łaszcz. Ich głównym celem stali się bracia polscy, oskarżani o największe „herezje” i wypaczenia. Najważniejsze dysputy z braćmi polskimi odbyły się w latach 1581, 1586 i 1592.
Atakowanie protestantyzmu ułatwiały głębokie podziały tego ruchu i spory między kalwinistami i braćmi polskimi, dotyczące nie tylko teologii, lecz także programu reform społecznych. Temu innowierczemu „chaosowi” (który można też uznać za twórczy ferment), katoliccy działacze przeciwstawiali monolityczną ideologię odnowioną po Soborze Trydenckim, zaś protestanckiej żarliwości religijnej przeciwstawiali mistycyzm hiszpański.
Pod koniec XVI wieku mnożyły się konwersje protestantów lubelskich na katolicyzm; do najbardziej głośnych należała konwersja lekarza Kaspra Wilkowskiego w 1583, z którym bracia polscy wiązali wielkie nadzieje. Wilkowski po wyjeździe do Wilna został księdzem i jednym z najgorliwszych działaczy kontrreformacji.

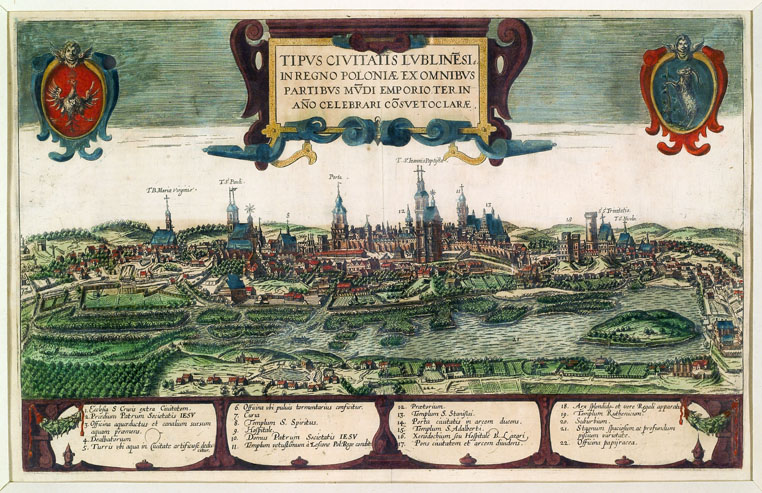
Widok miasta Lublina Hogenberga i Brauna (XVII w.)

### Zwycięstwo kontrreformacji w XVII wieku
Wraz ze słabnięciem protestantyzmu kontrreformacja zmieniała taktykę. Odchodzono od pokojowych dysput i sięgano po bezpośrednie represje. Stosowano nie tylko przemoc, lecz przede wszystkim naciski prawne (procesy przeciwko protestanckiej szlachcie i mieszczanom, kończące się wysoką grzywną lub konfiskatą mienia) oraz naciski społeczne (uniemożliwianie protestantom dostępu do urzędów i inne szykany). Już w 1586 podczas jednej z dysput został pobity arianin Jan Niemojewski.
Od początku XVII wieku Lublin – dotąd wzór tolerancji religijnej – stał się miejscem jednych z najbardziej brutalnych ataków na innowierców w I Rzeczypospolitej. Władza świecka we współpracy z Kościołem zaczęła aktywnie eliminować tzw. „sekty”. Pod wpływem propagandy religijnej mnożyły się napaści na zbory ariańskie i kalwińskie, podczas których rabowano je i niszczono (w latach 1611, 1614, 1616, 1620 i 1627). Podczas ostatniego z wymienionych tumultów zburzono do fundamentów prywatne kamienice, w których mieściły się zbory. Bracia polscy przenieśli wtedy swój zbór do Piask, a kalwiniści zbierali się w domu Marianny Zasławskiej, wojewodziny wołyńskiej.
Podczas tumultu w dniu 4 lutego 1633 uczniowie kolegium jezuickiego najpierw obrzucili kamieniami kalwiński orszak pogrzebowy, a następnie napadli na żałobników. Zginęły wówczas trzy osoby, a kilkanaście innych zostało rannych. Władze aresztowały niemal wyłącznie kalwinistów. Sprawę wykorzystano do dalszego ograniczenia swobód kalwinistów i na skutek tego zbór w Bełżycach przestał istnieć.
W XVII i XVIII wieku w lubelskim arianizm zupełnie zaniknął, zaś kalwinizm reprezentowały nieliczne rodziny szlacheckie: Suchodolskich, Strujeńskich, Orzechowskich, Wielowieyskich, a także kupcy szkoccy i niemieccy. Centrum kalwinizmu stanowił założony jeszcze w 1649 zbór w Piaskach Wielkich, gdzie istniał także drewniany kościół luterański.

### XVIII–XX wiek
Dopiero w 1784 roku lubelscy luteranie uzyskali zgodę na budowę kościoła, szkoły i szpitala w Lublinie. Budowę kościoła św. Trójcy ukończono po 4 latach i przeniesiono do niego ołtarz i ambonę ze zlikwidowanego luterańskiego zboru w Piaskach. Parafią kierowało Zgromadzenie Gminne grupujące wszystkich wyznawców, obradujące co 3 lata. Na co dzień parafią zarządzało Kolegium Kościelne, składające się z zamożnych wiernych. Powołano także dom opieki dla ubogich, tzw. Dom Schronienia, utrzymujący się z darowizn. W 1863 powstała w Lublinie szkoła ewangelicka, od lat 80. ucząca także młodzież katolicką.
Kalwiński zbór w Piaskach Luterskich przetrwał do 1849 roku, gdy parafię zlikwidowano, a wiernych zreorganizowano w parafię w Lublinie, gdzie odprawiano osobne nabożeństwa dla kalwinistów.
Luteranie i kalwiniści lubelscy pochodzenia niemieckiego przyczynili się do rozwoju gospodarczego miasta: do najważniejszych w XIX wieku należeli: Karol Rudolf Vetter i Juliusz Vetter, właściciele browaru i filantropi, Robert Moritz, Albert i Emil Plage, Wilhelm Hess, Kasper Gorlitz – bogaci przemysłowcy, którzy finansowali m.in. instytucje kulturalne. W XIX wieku na wschodniej rubieży Lubelszczyzny, w okolicach Chełma i Włodawy licznie osiedlali się rolnicy luterańscy z Niemiec, przetrwali na tych terenach do końca II wojny światowej.
W roku 1914 w Lublinie zawiązał się zbór Kościoła Adwentystów Dnia Siódmego w wyniku starań misyjnych ewangelisty Makara Gryca. Został on włączony do Warszawskiego Pola Misyjnego, zaś od 1927 roku wszedł w skład nowo utworzonego Zjednoczenia Centralnopolskiego.
W okresie międzywojennym luteranie posiadali w Lublinie jeden kościół z plebanią oraz trzy domy, gdzie znajdowała się m.in. sala szkolna, biblioteka, pokoje gościnne, oraz punkt pomocy bezdomnym. W koloniach podlubelskich posiadali trzy drewniane kościółki, cztery szkoły elementarne, 21 kantoratów z salami modlitwy i szkolnymi, 166 mórg ziemi uprawnej należącej do kantoratów i szkół, 40 cmentarzy, w tym trzy w Lublinie. W 1937 powstała diecezja lubelska, która objęła 8 parafii z 9 filiałami, z tego 4 parafie i 1 filiał w województwie lubelskim. Podczas okupacji hitlerowskiej w latach 1939–1945 miejscowi luteranie byli prześladowani jako „spolonizowani Niemcy”; ich liczba zmniejszyła się kilkadziesiąt razy.
Po zakończeniu wojny władze PRL deportowały pozostałych ewangelików z miast i wsi, traktowanych jako „podejrzany element niemiecki”. Lubelskiej parafii luterańskiej groziła utrata budynków i ziemi. Począwszy od lat 1970. na Lubelszczyźnie, przede wszystkim w większych miastach zaczęły powstawać nowe wspólnoty protestanckie.

## Współczesność
Protestantyzm na Lubelszczyźnie reprezentowany jest przez różne Kościoły, zarówno ewangelickie, jak i ewangeliczne. Wiele zborów posiada własne misje oraz instytucje, m.in. uczelnie (Instytut Turystyki Krajów Biblijnych Wyższej Szkoły Teologiczno-Humanistycznej Kościoła Adwentystów Dnia Siódmego). Współcześnie na terenie obecnego województwa lubelskiego istnieją następujące wspólnoty:

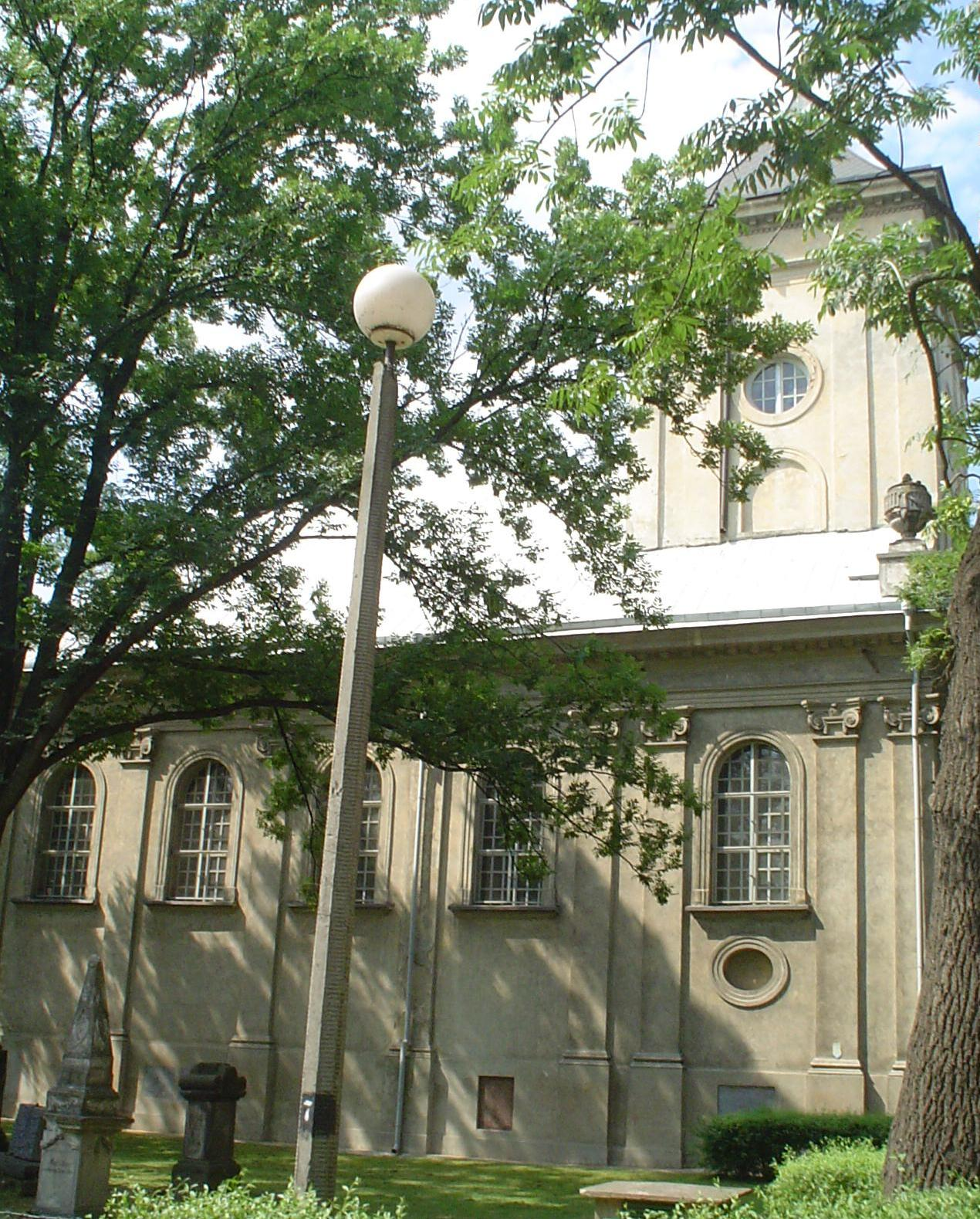
Kościół luterański św. Trójcy w Lublinie

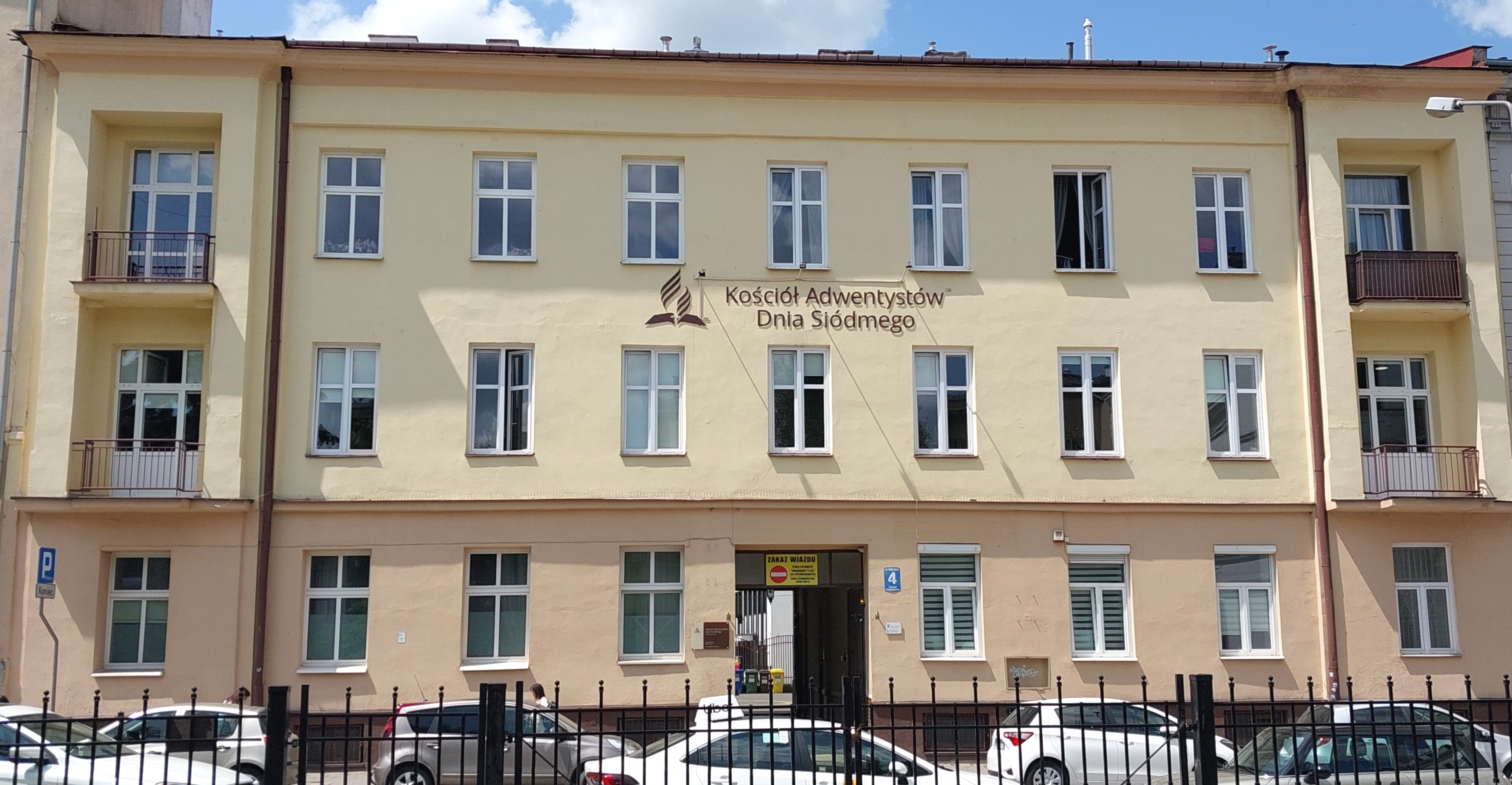
Zbór Kościoła Adwentystów Dnia Siódmego w Lublinie

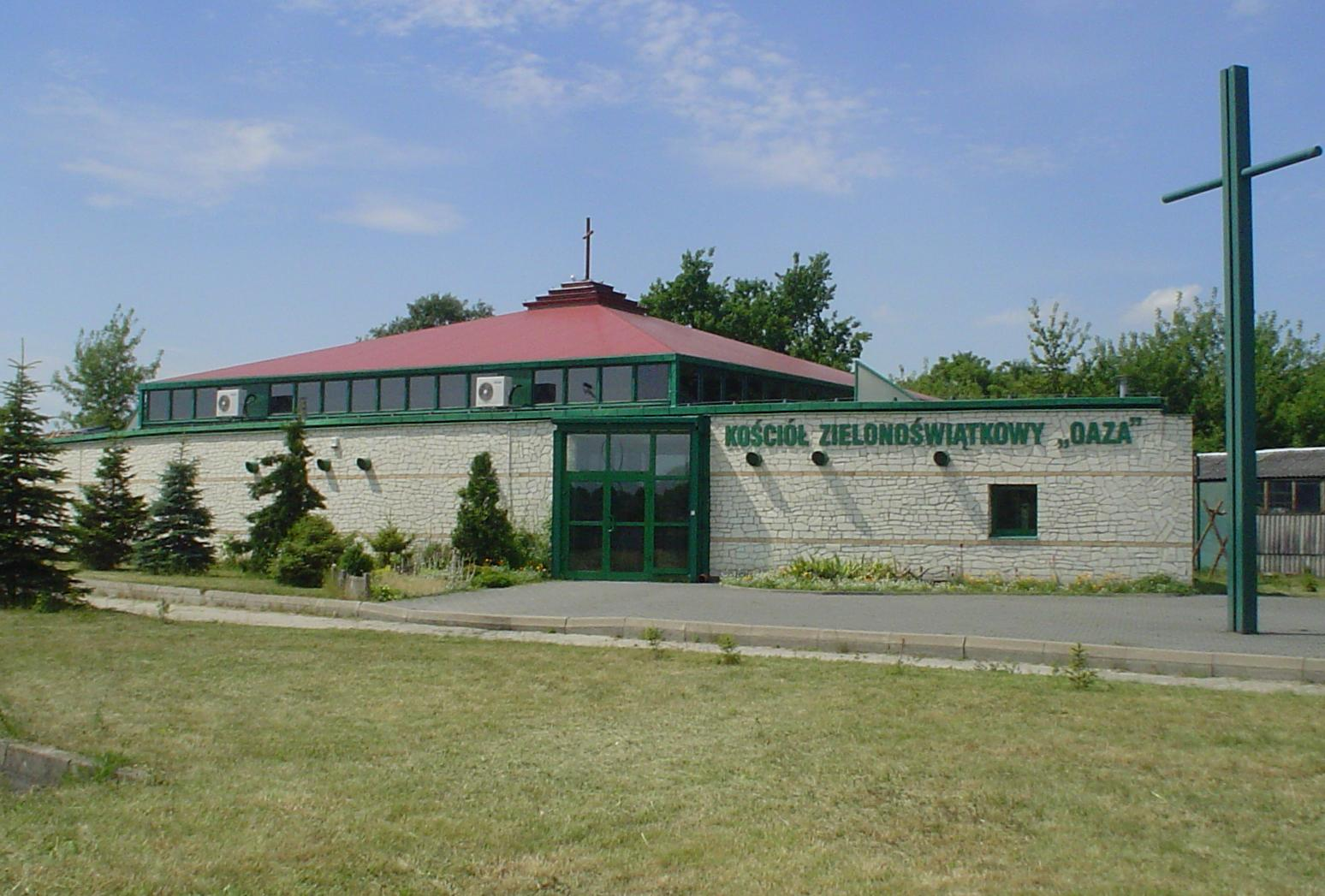
Zbór Kościoła Zielonoświątkowego „Oaza” w Lublinie

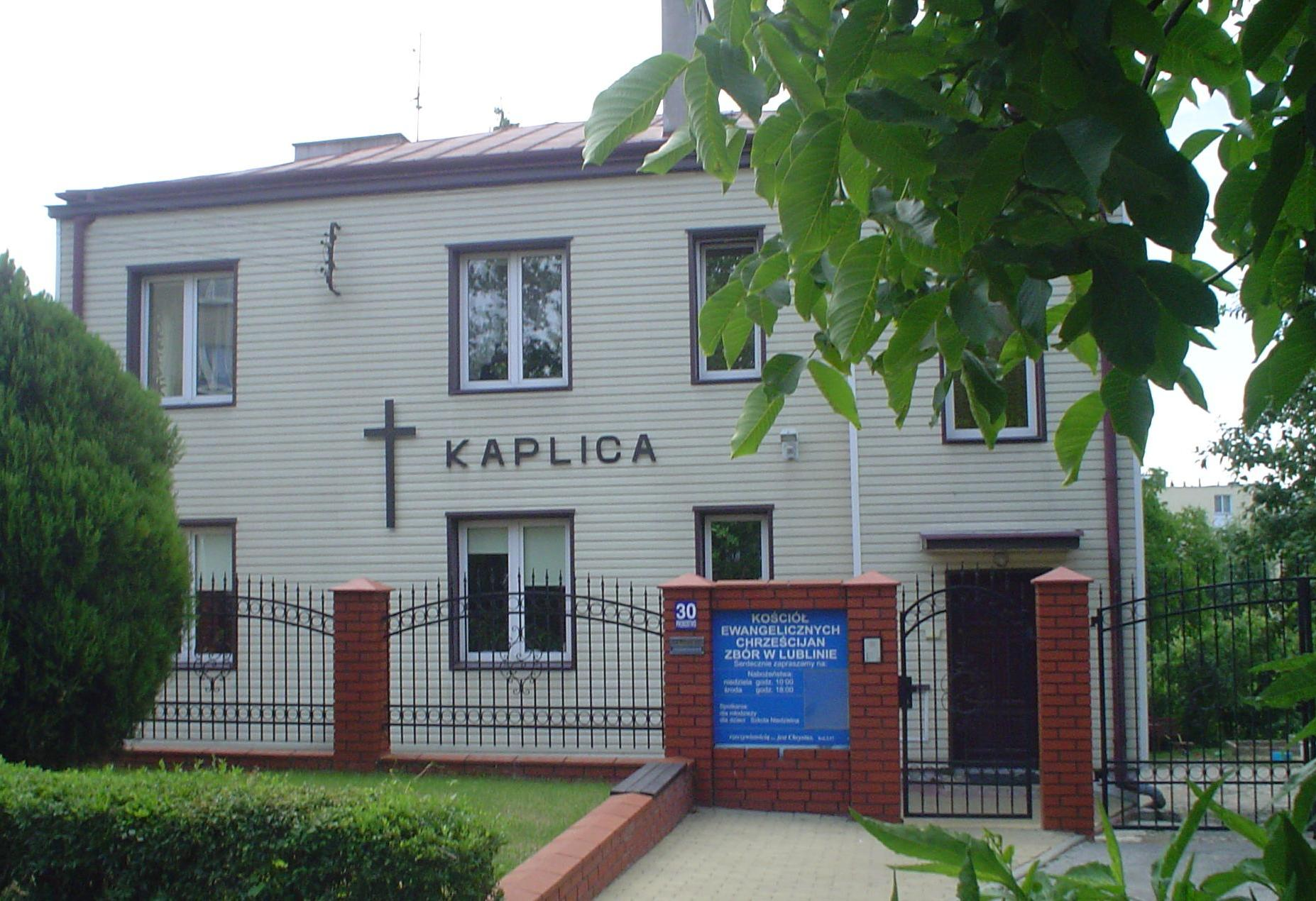
Zbór Kościoła Ewangelicznych Chrześcijan w Lublinie

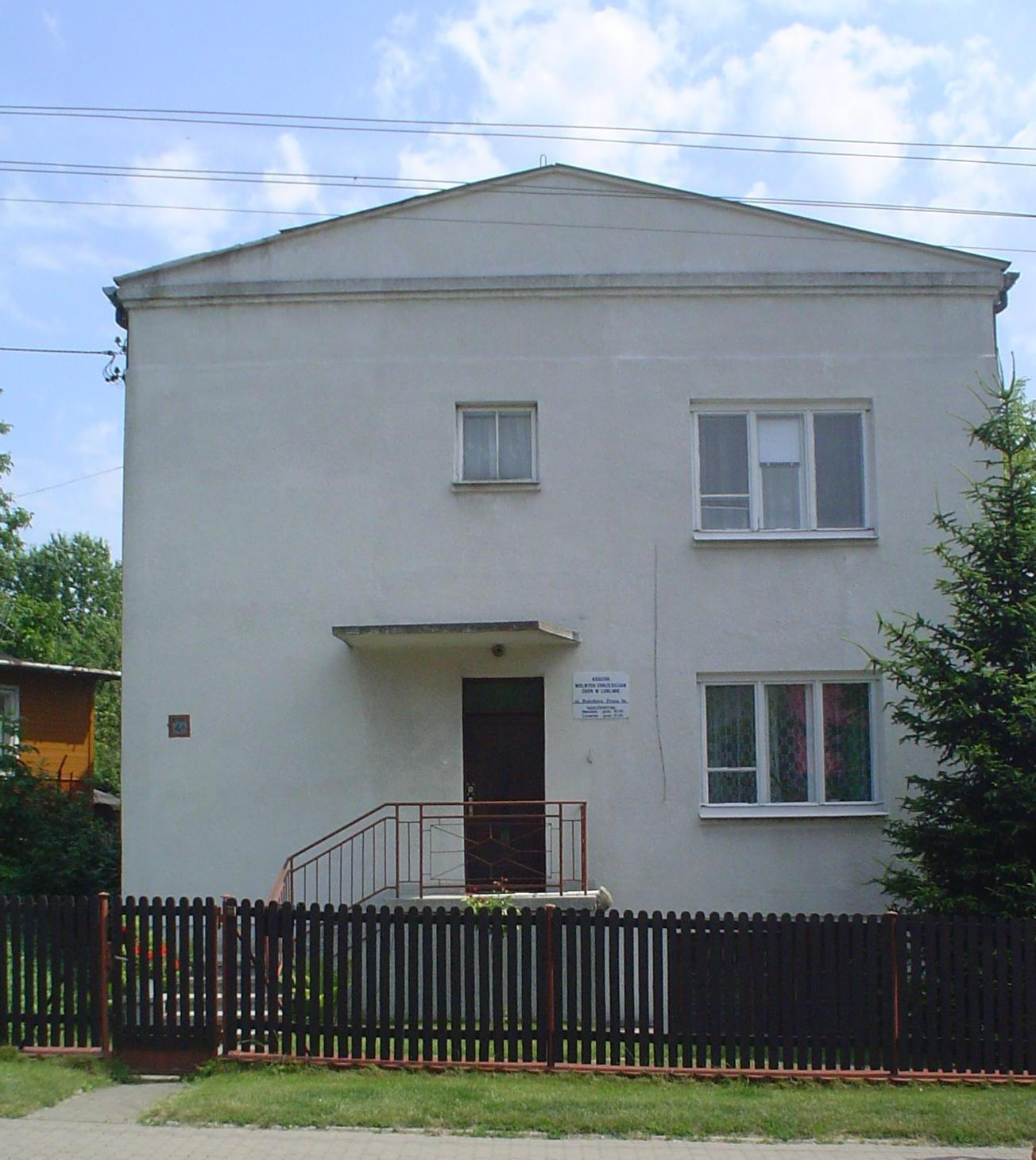
Zbór Kościoła Wolnych Chrześcijan w Lublinie

### Luteranie
- Kościół Ewangelicko-Augsburski w RP
  - parafia św. Trójcy w Lublinie (ul. Żołnierzy Niepodległej 10)
    - oddział Polskiego Towarzystwa Ewangelickiego
    - filiał w Kuzawce nad Bugiem

### Metodyści
- Kościół Ewangelicko-Metodystyczny w RP
  - parafia w Lublinie
    - Szkoła Języka Angielskiego u Metodystów (ul. Borelowskiego 5)

### Baptyści
- Kościół Chrześcijan Baptystów – Okręg lubelski
  - zbór w Chełmie (ul. Ogrodowa 56)
  - zbór w Lublinie (ul. Kochanowskiego 38a)
    - stacja misyjna w Kraśniku

  - zbór w Puławach
  - zbór w Rokitnie i Okczynie (Rokitno, ul. Michałki 57)
  - zbór w Rudce (Rudka 17)

### Adwentyści
- Kościół Adwentystów Dnia Siódmego
  - Okręg Lubelski 
    - grupa w Chełmie (ul. Narutowicza 14/7)
    - zbór w Chojeńcu (22-130 Siedliszcze)
    - grupa w Kraśniku
    - zbór w Lublinie (ul. Niecała 4)
    - zbór w Puławach (ul. Kraszewskiego 6)
    - grupa w Rejowcu Fabrycznym
    - zbór we Włodawie (ul. Lubelska 45)
    - zbór w Zamościu (ul. Żdanowska 4)

  - Okręg Mazowiecki
    - zbór w Łukowie (Gołąbki 85)

- Kościół Adwentystów Dnia Siódmego Ruch Reformacyjny
  - dom modlitwy w Jabłonnie (ul. Wesoła 137)

### Zielonoświątkowcy
- Kościół Zielonoświątkowy w RP
  - zbór w Białopolu (ul. Chełmska 24)
  - zbór w Bielsku Podlaskim
  - zbór „Dom na Skale” w Chełmie (ul. Lwowska 72e)
  - zbór w Hniszowie (Hniszów 54a)
  - zbór „Dobra Nowina” w Kraśniku (al. Młodości 130)
  - zbór „Agape” w Lubartowie (ul. Szaniawskiego 32)
  - zbór „Oaza” w Lublinie (ul. Tatarska 5)
    - Duszpasterstwo Akademickie „Petra”
    - Szkoła Biblijna „EuroMission”

  - II zbór w Lublinie (ul. Krochmalna 24)
  - zbór „Pojednanie” w Międzyrzecu Podlaskim (ul. Lubelska 74)
  - zbór w Siedliszczach (ul. Marynin 54)
  - zbór w Terespolu (ul. Andrzejuka 13)
  - zbór w Tomaszowie Lubelskim (ul. Wyspiańskiego 4)
  - zbór w Zamościu (ul. Gminna 32)

- Kościół Chrześcijan Wiary Ewangelicznej
  - zbór w Hrubieszowie (ul. Kościelna 5)
  - zbór „Brama Nadziei” w Lublinie (ul. Lubartowska 60)
    - wspólnota „Eklezja” w Janowie Lubelskim

  - zbór w Puławach
  - zbór „Nowe Jeruzalem” w Radzyniu Podlaskim (ul. Parkowa 33)
  - zbór „Koinonia” w Świdniku (ul. Polna 24)

- Kościół Boży
  - Kościół Chrześcijański „Nowe Życie” w Lublinie (ul. Rynek 17)

### Kościoły Chrystusowe
- Wspólnota Kościołów Chrystusowych
  - Społeczność Chrześcijańska „Hosanna” w Lublinie (ul. Langiewicza 16)
  - Kościół Zbawienie w Jezusie w Białej Podlaskiej (ul. Twarda 33)
  - zbór w Międzylesiu (filia kościoła Zbawienie w Jezusie w Białej Podlaskiej)
  - zbór w Muratynie

### Ruch Ewangelicznych Chrześcijan
- Kościół Ewangelicznych Chrześcijan
  - zbór w Hrubieszowie (ul. Piłsudskiego 58)
  - zbór w Lublinie (ul. Probostwo 30)
  - zbór w Zamościu (ul. Dzieci Zamojszczyzny – Traugutta 1b)

### Bracia plymuccy
- Kościół Wolnych Chrześcijan w RP
  - zbór w Lublinie (ul. Prusa 4a)

### Niezależne
- Dom Izraela Polania (Dominów gm. Głusk, ul. Rajska 1)

- Kościół Nowego Przymierza w Lublinie (ul. Czeremchowa 12/19)
  - Redakcja czasopisma „Idź pod prąd”
- Wspólnota Chrześcijańska „Pojednanie” w Lublinie (ul. Organowa 1/27)
- Miejscowy Kościół w Lublinie (Jastków, ul. Szelestna 23)
- Kościół Chrześcijański „Miejsce Odnowienia” w Lublinie (ul. Lubartowska 56)
- Kościół Jezusa Chrystusa w Werbkowicach (ul. Przemysłowa 2)
- Kościół Jezusa Chrystusa Wiary Chrześcijańskiej w Świdniku (ul. Racławicka 15/52)